# Scopula absconditaria
Scopula absconditaria är en fjärilsart som beskrevs av Swinhoe 1885. Scopula absconditaria ingår i släktet Scopula och familjen mätare. Inga underarter finns listade.